# مترانلو (ألاداغ)
مترانلو (بالفارسية: مترانلو) هي قرية تقع في إيران في قسم ألاداغ الريفي. يقدر عدد سكانها بـ 220 نسمة بحسب إحصاء 2016.